# Сергіївка (Сімферополь)
Сергі́ївка (крим. Sergiyivka) — мікрорайон в Сімферополі, у Київському районі, колишнє село.

## Опис
Розташований на заході міста, зі сходу обмежений Проспектом Перемоги, з заходу об'їзною дорогою Ялтинської траси, з півдня примикає до району Чокурча (Лугове).
Головні вулиці — Зуйська, Бородина, Острякова, Кар'єрна, Пригородня, Скалиста.
На вулиці Бородина знаходиться великий ринок будматеріалів.

## Історія
Вперше Сергіївка зустрічається на карті у Кримському Статистичному управлінні 1922 року.
Згідно зі Списком населених пунктів Кримської АРСР по Всесоюзному перепису 17 грудня 1926 року, в селі Сергіївка було 163 двори, з них 38 селянських, населення становило 649 осіб, з них 534 росіян, 40 українців, 22 німці, 12 греків, 7 болгар, 6 вірмен, 4 кримських татар, 4 латиші, 3 євреї, 17 записано у графі «інші», діяла російська школа.
Після Другої світової війни по війни Феодосійському шосе (майбутній Проспект Перемоги) сімферопольцям виділяли ділянки під індивідуальне будівництво.
У 1954 році на іншому боці Проспекта Перемоги збудовано двоповерхову будівлю восьмирічної школи. Нині це середня освітня школа № 6.
1957 року Сергіївка включена до меж міста.
З 1980-х років по 2012 рік Проспект Перемоги був значно розширений до 6-ти смуг.
Підземний перехід на Бородіна почав будуватися навесні 2013 року.